# Amarsipidae
Amarsipidae é uma família de peixes da subordem Stromateoidei.

## Espécies
- Amarsipus carlsbergi